# Hossein Sadaghiani
Amir Hossein Sadaghiani (né à Téhéran en 1903 - mort le 1er décembre 1982) était un footballeur et sélectionneur iranien. Il fut attaquant durant sa carrière.
Il fut également sélectionneur de l'équipe nationale d'Iran de 1941 à 1950.

## Biographie
Le Dr Amir Hossein Sadaghiani était le premier footballeur iranien à évoluer à l'étranger et à évoluer dans un championnat européen. Il joua quatre saisons en Turquie avant de revenir dans son pays. Par la suite, il joua trois saisons avec succès en Belgique, une en Turquie et une en Autriche dans les années 1930.
À 26 ans, il s'installa en Europe pour étudier en Belgique. Il est arrivé à l'Université du Travail en 1929. Il joua au CS Marchienne-Monceau en division 2 provincial du Hainaut. 
Il fut recruté par le Royal Charleroi Sporting Club pour 3 saisons.
Comme il était chauve, son surnom était « panne de verre » se référant au folklore local.

## Carrière de joueur
- 1921 - 1923 : Fenerbahçe  Turquie
- 1923 - 1924 : Rapid Vienne  Autriche
- 1924 - 1929 : Ferdowsi Club Mashhad  Iran
- 1929 – 1930 : CS Marchienne-Monceau  Belgique
- 1930 – 1932 : Sporting de Charleroi  Belgique
- 1932 - 1933 : Fenerbahçe  Turquie
- 1933 – 1934 : Sporting de Charleroi  Belgique
- 1934 – 1935 : R. Moignelée Sport  Belgique
- 1935 - 1936 : RRC Péruwelz  Belgique
- 1936 - 1937 : Toofan F.C.  Iran

## Carrière d'entraîneur
- 1941 – 1950 : Équipe d'Iran de football
- 1945 – 1964 : équipe de football de l'Université de Téhéran